# Maria Böhmer

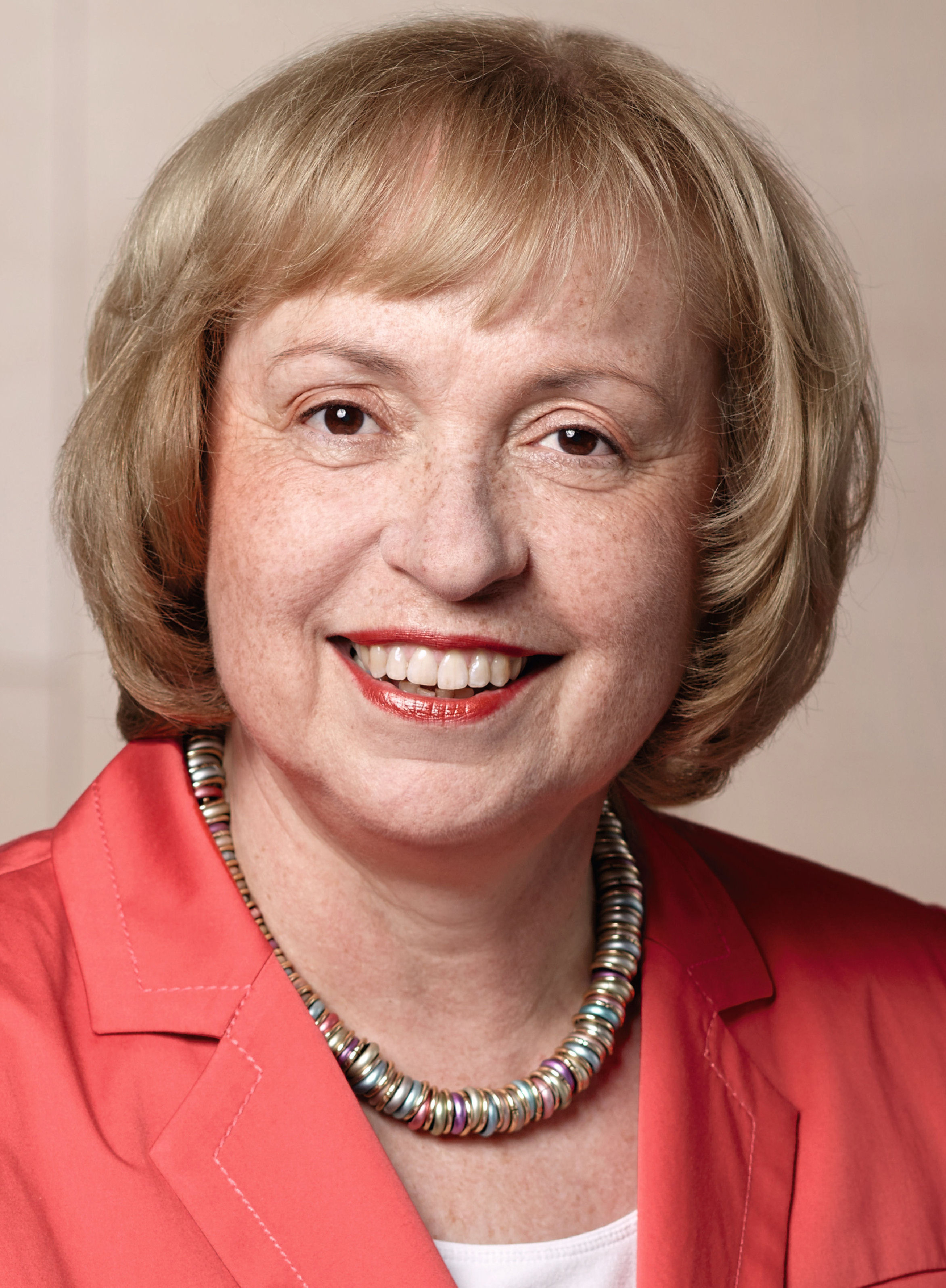
Maria Böhmer (2013)

Maria Böhmer (* 23. April 1950 in Mainz) ist eine deutsche Politikerin (CDU). Seit Juni 2018 ist sie Präsidentin der Deutschen UNESCO-Kommission. Im Kabinett Merkel III war sie von Dezember 2013 bis April 2018 Staatsministerin im Auswärtigen Amt und für Auswärtige Kultur- und Bildungspolitik, für die Vereinten Nationen, Außenwirtschaft und Fragen der nachhaltigen Entwicklung zuständig. Zuvor war sie von November 2005 bis Dezember 2013 Staatsministerin bei der Bundeskanzlerin und Beauftragte der Bundesregierung für Migration, Flüchtlinge und Integration.

## Leben

### Ausbildung und Beruf
Nach dem Abitur 1968 studierte Böhmer Mathematik, Physik, Politikwissenschaft und Pädagogik für das Lehramt. 1971 legte sie das Staatsexamen ab; 1974 erfolgte ihre Promotion zur Dr. phil. an der Johannes Gutenberg-Universität Mainz mit der Dissertation Zur Wahlpflichtfachentscheidung in der Realschule – eine Untersuchung über Entscheidungskriterien der Realschüler in Rheinland-Pfalz. Dort habilitierte sie sich 1982 mit der Arbeit Zentrale und dezentrale Lehrerfortbildung – Entwicklung, Strukturen und Innovationen. Sie verbrachte Forschungsaufenthalte an den Universitäten Cambridge und Augsburg. Von 1982 bis 1990 war sie die erste Landesfrauenbeauftragte in Rheinland-Pfalz. Seit 2001 führt sie den Titel einer außerplanmäßigen Professorin für Erziehungswissenschaften der Pädagogischen Hochschule Heidelberg, übt dort aktuell aber keine Lehrtätigkeit aus.

### Partei
Böhmer trat 1985 der CDU bei. Sie ist Mitglied der Frauen Union, der Kommunalpolitischen Vereinigung der CDU und CSU Deutschlands sowie der Christlich-Demokratischen Arbeitnehmerschaft. Von 1991 bis 1993 war sie stellvertretende Vorsitzende der Grundsatzprogrammkommission der CDU und leitete die Kommissionsgruppe „Ökologische und Soziale Marktwirtschaft“. Sie war Vorsitzende des Bundesfachausschusses Frauenpolitik der CDU.
Böhmer gehörte von 1994 bis 2018 dem CDU-Bundesvorstand an. Von 2006 bis 2009 war sie Mitglied im Präsidium der CDU. Außerdem war sie stellvertretende Landesvorsitzende der CDU Rheinland-Pfalz. Von 1991 bis 2001 fungierte sie als Landesvorsitzende der Frauen Union der CDU Rheinland-Pfalz. Von September 2001 bis September 2015 war sie Bundesvorsitzende der Frauen Union der CDU Deutschlands. Beim 31. Bundesdelegiertentag in Kassel wurde sie einstimmig zur Ehrenvorsitzenden gewählt. Nachfolgerin im Amt der Bundesvorsitzenden ist die Staatsministerin Annette Widmann-Mauz.
Seit Dezember 2014 ist Böhmer außerdem Mitglied im Bundesfachausschuss Außen-, Sicherheits-, Entwicklungs- und Menschenrechtspolitik der CDU.

### Abgeordnete
Von 1990 bis 2017 war Böhmer Mitglied des Deutschen Bundestages, zunächst im Wahlkreis Frankenthal und ab 1998 im neu zugeschnittenen Wahlkreis Ludwigshafen/Frankenthal. Bei den Bundestagswahlen 2009 und 2013 gewann sie den Wahlkreis Ludwigshafen/Frankenthal direkt. Zuvor war sie über die Landesliste Rheinland-Pfalz in den Bundestag eingezogen. Maria Böhmer war von 2000 bis 2005 stellvertretende Vorsitzende der CDU/CSU-Bundestagsfraktion.
Sie gehört zu den 75 Unionsabgeordneten – 68 von der CDU (26,9 % aller CDU-Abgeordneten) und 7 von der CSU (12,5 % aller CSU-Abgeordneten) – die Ende Juni 2017 für die gleichgeschlechtliche Ehe gestimmt haben.
Bei der Bundestagswahl 2017 kandidierte sie nicht erneut als Abgeordnete.

### Staatsministerin
Vom 22. November 2005 bis zum 17. Dezember 2013 war Böhmer Staatsministerin bei der Bundeskanzlerin und Beauftragte der Bundesregierung für Migration, Flüchtlinge und Integration. Als erste Inhaberin dieses Amtes war ihr Dienstsitz im Bundeskanzleramt und sie erhielt als Staatsministerin einen festen Sitz im Bundeskabinett. Darin spiegelt sich die neue Bedeutung des Amts. Der Paradigmenwechsel in der Integrationspolitik unter Maria Böhmer zeigte sich vor allem daran, dass Migranten direkt in die Gestaltung der Politik einbezogen wurden. So initiierte Böhmer die Integrationsgipfel im Bundeskanzleramt und den Nationalen Aktionsplan Integration. Bildung, Sprache und Arbeitsförderung wurden zu Schwerpunkten der deutschen Integrationsarbeit. Mit ihrer Amtszeit verbindet sich zudem das Gesetz zur Anerkennung von im Ausland erworbenen Berufsabschlüssen. Zudem entwickelte Böhmer Projekte wie die „Charta der Vielfalt“, mit der die Berücksichtigung der Diversität in der Unternehmenskultur gefördert wird, und begründete das Netzwerk „Aktion zusammenwachsen“, bei dem sich Bürger als Lese-Paten für junge Migranten einsetzen.
Von 2011 bis 2013 war sie Vorsitzende des Bundesbeirates für Integration.
Von Dezember 2013 bis April 2018 war Maria Böhmer Staatsministerin im Auswärtigen Amt. Böhmer war 2014/2015 Präsidentin des Welterbekomitees der UNESCO. Bundesaußenminister Frank-Walter Steinmeier ernannte sie im April 2016 zur Sonderbeauftragten für UNESCO-Welterbe, Kulturkonventionen und Bildungs- und Wissenschaftsprogramme. Ihre Zuständigkeit reichte von der Auswärtigen Kultur- und Bildungspolitik über die Politik in den Vereinten Nationen bis hin zur Außenwirtschaftspolitik. Seit vielen Jahren setzt sie sich für nachhaltige Entwicklung ein. Im Jahr 2015 war Böhmer Ko-Vorsitzende der Deutsch-Australischen Beratergruppe, die im November 2015 Bundeskanzlerin Angela Merkel und Premierminister Malcolm Turnbull Empfehlungen zur Intensivierung der Beziehungen vorgelegt hat. Als Anerkennung für die hier geleistete Arbeit wurde Maria Böhmer am 7. Dezember 2015 durch den australischen Finanzminister Mathias Cormann der Order of Australia verliehen.

### Funktionen und Mitgliedschaften
Böhmer war von 1992 bis 2002 Mitglied des ZDF-Fernsehrates und von 2002 bis 2016 dessen stellvertretende Vorsitzende.
Böhmer initiierte 2006 die Charta der Vielfalt in Deutschland und startete die Kampagne „Vielfalt als Chance“. Von 2010 bis 2013 war sie als Integrationsbeauftragte Mitglied im Trägerverein der Charta der Vielfalt.
Als Integrationsbeauftragte engagierte sich Böhmer 2010 bis 2013 zusammen mit Romani Rose und Barbara John als Schirmherrin bei Show Racism the Red Card-Deutschland e. V.
Von 2006 bis 2018 war Maria Böhmer Kuratoriumsvorsitzende der St. Martinus-Schulstiftung des Bistums Mainz. Von 2009 bis 2013 war sie Mitglied des Vorstandes der Deutschlandstiftung Integration. Heute gehört sie dem Kuratorium der Stiftung an. Böhmer war von 2008 bis 2021 zugewähltes Mitglied im Zentralkomitee der deutschen Katholiken.
2014 bis 2018 war Böhmer Senatorin der Leibniz-Gemeinschaft. Von 2014 bis 2018 war Böhmer Vorsitzende im Akademiebeirat der Kulturakademie Tarabya. Im April 2015 wurde sie zur Ehrenbürgerin der türkischen Stadt Antakya ernannt. Im Juli 2015 wurde Böhmer zur Vorsitzenden des Kuratoriums der Stiftung „Institut für Herzinfarktforschung“ gewählt. Ebenfalls seit 2015 ist sie Mitglied im Kuratorium der Stiftung Lesen.
Im Oktober 2015 ist Böhmer in das Kuratorium der Europäischen Stiftung Kaiserdom zu Speyer berufen worden.
Von 2016 bis 2019 war Maria Böhmer Vorsitzende des Kuratoriums der START-Stiftung. Außerdem wurde sie 2016 ins Kuratorium der Gemeinnützigen Hertie-Stiftung berufen. Seit 2019 ist sie stellvertretende Vorsitzende des Kuratoriums.
Am 8. Juni 2018 wurde Maria Böhmer zur Präsidentin der Deutschen UNESCO-Kommission gewählt.
Von 2017 bis 2018 war Maria Böhmer Mitglied im ARTE-Programmbeirat. Seit 2019 ist sie Mitglied im Programmbeirat ARTE GEIE, 2022 wurde sie zur stellvertretenden Vorsitzenden gewählt.
Im April 2023 wurde Böhmer zur Präsidentin des Stiftungsbeirat der Stiftung Digitale Chancen gewählt. Sie hatte dem Beirat bereits von 2005 bis 2013 angehört.

## Politische Positionen und Initiativen
Als Bundesvorsitzende der Frauen-Union setzte sich Böhmer für die bessere Anerkennung von Kindererziehungszeiten in der Rente ein. Die seit 1. Juni 2014 geltende Mütterrente setzte Maria Böhmer in den Koalitionsgesprächen 2013 durch. Auf dieser Grundlage erhalten seitdem 9,5 Millionen Mütter eine höhere Rente.
Böhmer wendet sich gegen sexistische bzw. pornografische Darstellungen, Zwangsverheiratung und häusliche Gewalt.
Im November 2005 hat Böhmer als stellvertretende Unions-Fraktionsvorsitzende das von der großen Koalition geplante Verbot von „Killerspielen“ verteidigt. Sie argumentierte, Gewaltdarstellungen in Spielen würden zur Einübung und Imitation von Gewalt führen. Unter dem Eindruck von Gewalttaten wie dem Amoklauf von Erfurt setzte sie sich für vorbeugendes Handeln ein. Dennoch war sie sich bewusst, dass Verbote in der digitalen Welt weniger wirksam als beim Fernsehen seien, da Jugendliche die Computerspiele auch untereinander teilten.
Sie ist für den Erwerb der deutschen Staatsangehörigkeit bei Migranten, die die gesetzlichen Voraussetzungen erfüllen. Ein kommunales Wahlrecht für Ausländer aus Nicht-EU-Staaten lehnt Böhmer ab.
Böhmer wies darauf hin, dass es nach dem „Zweiten Integrationsindikatorenbericht“ für die schulische Entwicklung von Migrantenkindern von erheblicher Bedeutung sei, ob die Umgangssprache in der Familie Deutsch ist. Sie forderte daher, dass die Eltern ihrer Verantwortung diesbezüglich gerecht werden müssten. Sie müssten aber auch stärker in die Bildungsarbeit einbezogen werden.
Böhmer befürwortete Ende Juni 2017 die Ehe für alle im Bundestag.

## Auszeichnungen
- 2004: Bundesverdienstkreuz 1. Klasse
- 2009: BAMBINI-GENERATION-AWARD der Europäischen Jungakademikergesellschaft e. V.[37]
- 2016: Honorary Officer of the Order of Australia (Australischer Verdienstorden)[8]
- 2018: L'Orde des Arts et des Lettres (Französischer Orden der Künste und der Literatur)